# قطعنامه ۲۰۷۹ شورای امنیت
قطعنامهٔ ۲۰۷۹ شورای امنیت سازمان ملل متحد سندی بین‌المللی دربارهٔ وضعیت در لیبریا است. این قطعنامه طی نشست شورای امنیت سازمان ملل متحد در تاریخ ۱۲ دسامبر ۲۰۱۲ میلادی با ۱۵ رأی موافق، ۰ مخالف و ۰ ممتنع به تصویب رسید.